# Payphone
Payphone (dt. Telefonzelle) ist ein Lied der US-amerikanischen Pop-Rock-Band Maroon 5, zusammen mit dem Rapper Wiz Khalifa. Veröffentlicht wurde der Titel im April 2012 als Lead-Single des vierten Studioalbums Overexposed.
In den Vereinigten Staaten verkaufte sich das Lied in der ersten Woche über 493.000 mal und debütierte auf Platz 3 in den Billboard Hot 100.

## Hintergrund und Veröffentlichung
Nach dem Album Hands All Over (2010), wandte sich die Band musikalisch mehr dem Pop zu. Nach dem Lied hat die Band auf ihrer letzten Tournee damit begonnen, ein neues Album aufzunehmen, das den Titel Overexposed trägt und am 22. Juni 2012 erschien.

## Komposition
Payphone wurde von Adam Levine, Benny Blanco, Ammar Malik, Shellback, Dan Omelio und Cameron Thomaz geschrieben, sowie von Shellback und Benny Blanco produziert. Das Lied ist eine Pop-Ballade im mittleren Tempo, mit einem Rap-Vers von Wiz Khalifa in der Mitte des Liedes. Thomas Chau vom AOL Radio Blog kommentierte, dass der Titel eines der Lieder ist, welches eher ruhiger ist, ähnlich wie die Songs She Will Be Loved und Won’t Go Home Without You. Das Lied beginnt mit dem Gesang von Adam Levine, der von einem einfachen Klavier begleitet wird.

## Kritische Rezeption
Das Lied bekam überwiegend positive Kritiken. Bill Lamb von About.com gab dem Lied 4 von 5 Sternen und lobte die gesamte Band im Refrain, Adam Levines soulige Stimme und das melodische Popgefühl, jedoch nannte er Wiz Khalifas Rap unnötig. Crystal Bell von The Huffington Post sagte, dass das Lied zurzeit eine der poppigsten Singles der Band sei. Amy Sciarretto von Pop Crush kommentierte, dass das Lied "lebhaft, lässig und eingängig" ist.

## Liveauftritte
Am 16. April 2012 wurde das Lied während der Castingshow The Voice gespielt, in der Adam Levine Juror und Coach ist. Maroon 5 spielten das Lied auch am 21. April 2012 zur Eröffnung des neuen Microsoft Stores in Palo Alto, Kalifornien. Für die Rap-Verse von Wiz Khalifa sang Adam Levine stattdessen: "Now, baby, don't hang up / So I can tell you what you need to know / Baby, I'm begging you / Just, please, don't go / So I can tell you what you need to know".

## Musikvideo

### Lyrikvideo
Am 17. April 2012 erschien auf YouTube das Lyrikvideo zum Lied. Es ist ein animiertes Video, in dem Adam Levine als Cartoon dargestellt ist. Am Anfang des Videos sitzt Levine im auf einer Telefonzelle, wobei er sehnsüchtig auf ein Foto guckt, auf dem seine frühere Liebe zu sehen ist. Im Video macht sich Levine selbst zu einem Helden, indem er gegen Monster kämpft und eine ältere Dame vor einem Taschendieb beschützt. Zudem sieht man im Video Levine mit seiner großen Liebe, wie sie vor dem Eiffelturm stehen und sich küssen.

### Offizielles Musikvideo
Am 10. Mai 2012 wurde auf der Internetplattform YouTube das offizielle Musikvideo zum Lied veröffentlicht.
Zu Beginn zeigt es Adam Levine nach einer rasanten Verfolgungsjagd mit der Polizei, der zunächst neben seinem brennenden Fluchtauto steht und anschließend zu einer nahegelegenen Telefonzelle geht. Sobald jemand seinen Anruf angenommen zu haben scheint, beginnt Levine das Lied mit den Worten "I’m at a payphone…" zu singen.
Nach dieser Szene erzählt das Video die Vorgeschichte, welche wiederum Levine als Angestellter in einer Bank zeigt. Dieses wird sogleich von maskierten Verbrechern überfallen, doch Levine gelingt es mit einem waghalsigen Versuch, sich selbst und eine Arbeitskollegin aus dem Gebäude und in Sicherheit zu bringen. Da ihn die umstellenden Polizisten jedoch für einen Mittäter halten, flüchtet Levine mit seiner Arbeitskollegin zu Fuß, stiehlt anschließend ein Auto und flüchtet.
Das weitere Video zeigt Levine in einer Verfolgungsjagd durch eine karge, wüstenähnliche Landschaft mit einer immer größer werdenden Polizeiarmada, bestehend aus zahlreichen Fahrzeugen und zwei Hubschraubern. Levine schafft es mehrere Male mit geschickten Manövern, die Polizeiwagen hinter ihm abzulenken, sodass sie sich am Ende gegenseitig ausschalten. Er selbst fährt mit dem halb zerstörten Wagen zu einer abgelegenen Tankstelle, wo dieser schließlich in Flammen aufgeht und explodiert. Levine geht zu der Telefonzelle, der Erzählungskreis schließt sich somit.
Das offizielle Musikvideo wurde bis jetzt (Stand: 12. November 2023) 857 Millionen Mal aufgerufen (590 Millionen im August 2020), was deutlich mehr Klicks sind als beim Lyrikvideo mit etwa 154 Millionen Aufrufen (153 Millionen im August 2020).

## Kommerzieller Erfolg

### Chartplatzierungen
In den Billboard Hot 100 debütierte das Lied auf der Position 3 sowie in der Schweiz auf Platz 52. In Australien und Dänemark erreichte der Titel die Position 7. In Kanada und Neuseeland reichte es sogar für die Platzierungen 2 und 3. In Irland und Spanien erreichte der Song die Positionen 8 und 29.
| ChartsChartplatzierungen       | Höchstplatzierung | Wochen |
| ------------------------------ | ----------------- | ------ |
| Deutschland (GfK)              | 4 (24 Wo.)        | 24     |
| Österreich (Ö3)                | 5 (23 Wo.)        | 23     |
| Schweiz (IFPI)                 | 4 (29 Wo.)        | 29     |
| Vereinigte Staaten (Billboard) | 2 (31 Wo.)        | 31     |
| Vereinigtes Königreich (OCC)   | 1 (30 Wo.)        | 30     |

| ChartsJahrescharts (2012)      | Platzierung |
| ------------------------------ | ----------- |
| Deutschland (GfK)              | 30          |
| Österreich (Ö3)                | 32          |
| Schweiz (IFPI)                 | 24          |
| Vereinigte Staaten (Billboard) | 4           |
| Vereinigtes Königreich (OCC)   | 9           |

| ChartsJahrescharts (2010–2019) | Platzierung |
| ------------------------------ | ----------- |
| Vereinigte Staaten (Billboard) | 77          |

### Auszeichnungen für Musikverkäufe
| Land/Region                  | Auszeichnungen für Musikverkäufe (Land/Region, Auszeichnung, Verkäufe) | Verkäufe   |
| ---------------------------- | ---------------------------------------------------------------------- | ---------- |
| Australien (ARIA)            | 13× Platin                                                             | 910.000    |
| Brasilien (PMB)              | 3× Diamant                                                             | 750.000    |
| Dänemark (IFPI)              | Platin                                                                 | 30.000     |
| Deutschland (BVMI)           | Platin                                                                 | 300.000    |
| Frankreich (SNEP)            | —                                                                      | 77.900     |
| Italien (FIMI)               | 3× Platin                                                              | 300.000    |
| Japan (RIAJ)                 | Platin                                                                 | 250.000    |
| Kanada (MC)                  | 5× Platin                                                              | 400.000    |
| Mexiko (AMPROFON)            | 5× Gold                                                                | 150.000    |
| Neuseeland (RMNZ)            | 5× Platin                                                              | 150.000    |
| Österreich (IFPI)            | Gold                                                                   | 15.000     |
| Portugal (AFP)               | 2× Platin                                                              | 20.000     |
| Schweiz (IFPI)               | Platin                                                                 | 30.000     |
| Spanien (Promusicae)         | 3× Platin                                                              | 180.000    |
| Vereinigte Staaten (RIAA)    | 7× Platin                                                              | 7.000.000  |
| Vereinigtes Königreich (BPI) | 4× Platin                                                              | 2.400.000  |
| Insgesamt                    | 2× Gold · 47× Platin · 3× Diamant ·                                    | 12.962.900 |

Hauptartikel: Maroon 5/Auszeichnungen für Musikverkäufe

### Auszeichnungen für Musikstreaming
| Land/Region     | Auszeichnungen für Musikverkäufe (Land/Region, Auszeichnung, Verkäufe) | Verkäufe    |
| --------------- | ---------------------------------------------------------------------- | ----------- |
| Dänemark (IFPI) | 3× Platin                                                              | 7.800.000   |
| Japan (RIAJ)    | Platin                                                                 | 100.000.000 |
| Insgesamt       | 4× Platin ·                                                            | 107.800.000 |

Hauptartikel: Maroon 5/Auszeichnungen für Musikverkäufe